# Denden FC
Denden es un club de fútbol de Eritrea, fundado en Asmara.

## Palmarés
- Primera División de Eritrea: 1

2024